# Taï (département)
Le département de Taï est un département de la région du Cavally en Côte d'Ivoire. 